# Spirale logarithmique de Newton
La spirale logarithmique de Newton est l'un des premiers usages connus des spirales logarithmiques pour résoudre un problème de dynamique.
Isaac Newton, féru de cette courbe qui a été beaucoup étudiée au XVIIe siècle, a remarqué qu'en présence d'une résistance de l'air de masse volumique inversement proportionnelle à la distance OM = r, un mouvement possible dans un champ central en {\displaystyle {\frac {1}{r^{n}}}}, était une spirale logarithmique (propositions XV, XVI, et XVII des Principia). 
Cette curiosité historique était tombée dans l'oubli ; en 1973, deux chercheurs l'ont « retrouvée ».

## Mise en équations
Il est rare que les problèmes de dynamique s'intègrent. La solution donnée par Newton n'est pas générale.
Soit {\displaystyle OM=r}. Soit R le rayon de courbure, on a {\displaystyle R={\frac {r}{\sin A}}}.
Soit {\displaystyle g(r)=-{\frac {k}{r^{n}}}} l'accélération centrale.
Soit {\displaystyle -{\frac {Dv^{2}}{r}}} la résistance de l'air selon la tangente.
Dans le trièdre de Frenet, le principe fondamental de la dynamique s'écrit :
- {\displaystyle {\frac {v^{2}}{R}}={\frac {v^{2}}{r}}\cos A=g\cos A}. Soit {\displaystyle v^{2}=gr} (1)
- {\displaystyle {\frac {dv}{dt}}=-D{\frac {v^{2}}{r}}+g\sin A=g(\sin A-D)} (2)

On profite du fait que {\displaystyle {\frac {dr}{dt}}=-v\sin A} (3) que l'on reporte dans la relation (1) différentiée logarithmiquement :
{\displaystyle 2{\frac {dv}{dt}}=g(n-1)\sin A}
Comparée à (2), cela donne {\displaystyle 2g(\sin A-D)=g(n-1)\sin A} , qui est identiquement vérifiée si et seulement si :
{\displaystyle 2D=(3-n)\sin A}
ce qui donne la valeur de l'angle A de la spirale.
Le problème peut aussi se résoudre en utilisant l'accélération de Siacci, car la podaire de la spirale est semblable à la spirale.
La transmutation de la force de Newton donne aussi solution de ce problème.

## Discussion énergétique
On retrouve tous les résultats du satellite « circulaire » légèrement freiné, si n = 2  {\displaystyle \sin A=2D}  et {\displaystyle {\frac {dv}{dt}}=-F_{\text{frein}}+2F_{\text{frein}}=F_{\text{frein}}} : un satellite freiné accélère exactement selon la loi opposée à l'intuition (paradoxe du frottement), mais c'est bien ce que donne la conservation de la puissance : {\displaystyle F_{\text{frein}}v=-{\frac {dE}{dt}}=v{\frac {dv}{dt}}}
Bien sûr, r diminue (il faut bien que l'énergie potentielle diminue 2 fois plus vite que l'énergie cinétique n'augmente).
Le cas n = 3 ne doit pas surprendre : la spirale logarithmique est solution du problème de force centrale {\displaystyle -{\frac {k}{r^{3}}}}.

## Viriel et conservation de l'énergie
La solution pour n différent de 2 se décline mot pour mot en changeant 2 par n : le théorème du viriel et la conservation de la puissance redonnent des résultats similaires.

### Biobliographie
- Newton, Principia, 1687
- (en) Chandrasekhar, Newton's Principia, Oxford University Press, 1995